# Estación de Ciudad Real
Estación de Ciudad Real vasútállomás Spanyolországban, Ciudad Real településen. Része a spanyol nagysebességű vasúthálózatnak.

## Vasútvonalak
Az állomást az alábbi vasútvonalak érintik:
- Madrid–Sevilla nagysebességű vasútvonal
- Ciudad Real–Badajoz-vasútvonal
- Línea Manzanares-Ciudad Real

## Kapcsolódó állomások
A vasútállomáshoz az alábbi állomások vannak a legközelebb:
- Madrid-Puerta de Atocha-Almudena Grandes (Madrid-Puerta de Atocha-Almudena Grandes, Madrid–Sevilla nagysebességű vasútvonal)
- Estación de Puertollano (Estación de Sevilla-Santa Justa, Madrid–Sevilla nagysebességű vasútvonal)